# Горлицьке
Го́рлицьке (з 1925 до 1978 — Шамрайка)— село в Україні, у Новомиколаївській селищній громаді Запорізького району Запорізької області. Населення становить 65 осіб. До 2020 орган місцевого самоврядування - Софіївська сільська рада.

## Географія
Село Горлицьке знаходиться за 3 км від правого берега річки Верхня Терса, на відстані 1,5 км від села Садове. По селу протікає пересихаючий струмок з загатою.

## Історія
1925 — дата заснування як села Шамрайка.
9 лютого 1978 року Верховна Рада УРСР своєю постановою перейменувала в село Горлицьке.
12 червня 2020 року, відповідно до Розпорядження Кабінету Міністрів України від № 713-р «Про визначення адміністративних центрів та затвердження територій територіальних громад Запорізької області», увійшло до складу Новомиколаївської селищної громади.
19 липня 2020 року, в результаті адміністративно-територіальної реформи та ліквідації Новомиколаївського району, село увійшло до складу Запорізького району.

## Населення

### Мова
Розподіл населення за рідною мовою за даними перепису 2001 року:
| Мова       | Кількість | Відсоток |
| ---------- | --------- | -------- |
| українська | 65        | 100%     |